# Shadows of the Dying Sun
| Оценки критиков | Оценки критиков |
| Источник        | Оценка          |
| --------------- | --------------- |
| Loudwire        | [ 1 ]           |
| Metal Storm     | [ 2 ]           |
| About.com       | [ 3 ]           |
| Sputnikmusic    | [ 4 ]           |

Shadows of the Dying Sun (с англ. — «Тени умирающего Солнца») — шестой студийный альбом финской мелодик-дэт-метал-группы Insomnium. Он был выпущен 25 апреля 2014 года в Финляндии, Германии, Австрии и Швейцарии; в остальной Европе, Австралии и Новой Зеландии — 28 апреля 2014 года; в Северной Америке — 29 апреля 2014 года на лейбле Century Media Records. Это первый альбом группы с новым гитаристом Маркусом Ванхалой, сменившим предыдущего гитариста Вилле Вянни в 2011 году.

## Список композиций
| №                   | Название                       | Текст песни         | Музыка              | Длительность |
| ------------------- | ------------------------------ | ------------------- | ------------------- | ------------ |
| 1.                  | «The Primeval Dark»            | Вилле Фриман        | Фриман              | 3:17         |
| 2.                  | «While We Sleep»               | Фриман              | Фриман              | 6:20         |
| 3.                  | «Revelation»                   | Нийло Севянен       | Маркус Ванхала      | 5:15         |
| 4.                  | «Black Heart Rebellion»        | Фриман              | Фриман              | 7:03         |
| 5.                  | «Lose to Night»                | Фриман              | Фриман              | 4:59         |
| 6.                  | «Collapsing Words»             | Фриман              | Фриман              | 4:38         |
| 7.                  | «The River»                    | Севянен             | Севянен, Ванхала    | 7:57         |
| 8.                  | «Ephemeral» (альбомная версия) | Фриман              | Фриман              | 4:01         |
| 9.                  | «The Promethean Song»          | Севянен             | Ванхала             | 6:41         |
| 10.                 | «Shadows of the Dying Sun»     | Фриман              | Фриман              | 6:32         |
| Общая длительность: | Общая длительность:            | Общая длительность: | Общая длительность: | 56:43        |

| №                   | Название            | Текст песни         | Музыка              | Длительность |
| ------------------- | ------------------- | ------------------- | ------------------- | ------------ |
| 11.                 | «Out to the Sea»    | Фриман              | Фриман, Ванхала     | 5:17         |
| 12.                 | «The Emergence»     |                     | Фриман              | 1:46         |
| 13.                 | «The Swarm»         |                     | Фриман              | 2:54         |
| 14.                 | «The Descent»       |                     | Фриман              | 3:11         |
| Общая длительность: | Общая длительность: | Общая длительность: | Общая длительность: | 1:10:08      |

## Участники записи
| - Нийло Севянен — бас-гитара, гроулинг - Вилле Фриман — гитара, чистый вокал - Маркус Ванхала — гитара - Маркус Хирвонен — ударные - Теему Аалто — бэк-вокал (треки 2, 5, 7, 9 и 10), дополнительная гитара (трек 5) - Алекси Мунтер — клавишные | - Теему Аалто — продюсер, запись (вокал, гитара, бас-гитара) - Киммо Перккиё — запись (ударные) - Алекси Мунтер и Ханну Хонконен — запись (клавишные) - Андре Альвинци — микширование - Сванте Форсбэк — мастеринг - Вилле Науккаринен — обложка - Юсси Ратилайнен — фотографии |

## Чарты
| Чарт (2014)                                   | Высшая позиция |
| --------------------------------------------- | -------------- |
| Austrian Albums (Ö3 Austria)                  | 38             |
| Belgian Albums (Валлония) (Ultratop Wallonia) | 178            |
| Finnish Albums (Suomen virallinen lista)      | 2              |
| German Albums (Offizielle Top 100)            | 18             |
| Japanese Albums (Oricon)                      | 287            |
| Swiss Albums (Schweizer Hitparade)            | 33             |